# Gesamtministerium Heldt III
Das Gesamtministerium Heldt III bildete vom 1. Juli 1927 bis 25. Juni 1929 die Landesregierung von Sachsen.

## Abstimmung im Landtag
Eine Wahl des Ministerpräsidenten fand am 1. Juli 1927 nicht statt. Stattdessen kam es zu einer größeren Kabinettsumbildung. Zuvor hatten am 14. Juni 1927 die Minister Willibalt Apelt, Wilhelm Bünger, Friedrich Kaiser, Hugo Weber, Walter Woldemar Wilhelm um ihren Rücktritt ersucht, der ihnen von Ministerpräsident Heldt nicht sofort zugestanden wurde. Stattdessen sollten sie zunächst ihre Ämter fortführen. Ministerpräsident Heldt gab per Brief am 1. Juli 1927 bekannt, dass die Minister Apelt, Kaiser und Weber im Einvernehmen mit ihm ihre Rücktrittsersuchen zurückgezogen haben. Die bisherigen Minister Bünger (Justiz) und Wilhelm (Wirtschaft) wurden ersetzt durch Friedrich Krug von Nidda und von Falkenstein (Wirtschaft) und Arthur von Fumetti (Justiz). Damit traten die Deutschnationale Volkspartei und die Volksrechtpartei in die Landesregierung ein. Von Nidda und von Falkenstein wurde zudem Stellvertreter des Ministerpräsidenten.
Am 26. April 1928 wurde über einen Misstrauensantrag der Sozialdemokraten abgestimmt, der sich gegen den Ministerpräsidenten und damit die gesamte Regierung richtete. Die SPD warf Heldt wie bereits zuvor vor, eine Koalition mit den bürgerlichen Parteien eingegangen zu sein (siehe dazu Sachsenstreit). Daraus resultierte die Abspaltung der ASPS von der sächsischen SPD. Ein weiterer Grund war der Landeshaushalt des Jahres 1928.
| Wahlgang                                                                        | Wahlgang                             | Stimmen    | Stimmenanzahl | Anteil der Stimmen              | Unterstützung                   | Unterstützung                   | Unterstützung                   | Unterstützung                   | Unterstützung                   | Unterstützung                                           | Unterstützung |
| ------------------------------------------------------------------------------- | ------------------------------------ | ---------- | ------------- | ------------------------------- | ------------------------------- | ------------------------------- | ------------------------------- | ------------------------------- | ------------------------------- | ------------------------------------------------------- | ------------- |
|                                                                                 | Misstrauensantrag (auf Drs. Nr. 789) | Ja-Stimmen | 45            | 46,9 %                          |                                 |                                 |                                 |                                 |                                 |                                                         | SPD, KPD      |
| Nein-Stimmen                                                                    | Misstrauensantrag (auf Drs. Nr. 789) | 47         | 49,0 %        |                                 |                                 |                                 |                                 |                                 |                                 | DNVP, DVP, WP, DDP, VRP, ASPS, Abg. Robert Bauer (CNBL) |               |
| Enthaltungen                                                                    | Misstrauensantrag (auf Drs. Nr. 789) | 2          | 2,1 %         |                                 |                                 |                                 |                                 |                                 |                                 | NSFB                                                    |               |
| Nichtteilnahme                                                                  | Misstrauensantrag (auf Drs. Nr. 789) | 2          | 2,1 %         | Berg (DNVP), Franz Frucht (DVP) | Berg (DNVP), Franz Frucht (DVP) | Berg (DNVP), Franz Frucht (DVP) | Berg (DNVP), Franz Frucht (DVP) | Berg (DNVP), Franz Frucht (DVP) | Berg (DNVP), Franz Frucht (DVP) | Berg (DNVP), Franz Frucht (DVP)                         |               |
| Misstrauensantrag der SPD abgelehnt. Gesamtministerium Heldt III bleibt im Amt. |                                      |            |               |                                 |                                 |                                 |                                 |                                 |                                 |                                                         |               |

## Mitglieder des Gesamtministeriums
| Amt                                    | Bild | Name                                         | Partei | Partei     |
| -------------------------------------- | ---- | -------------------------------------------- | ------ | ---------- |
| Ministerpräsident                      |      | Max Heldt                                    |        | ASPS       |
| Stellvertreter des Ministerpräsidenten |      | Friedrich Krug von Nidda und von Falkenstein |        | DNVP       |
| Minister für Wirtschaft                |      | Friedrich Krug von Nidda und von Falkenstein |        | DNVP       |
| Minister des Innern                    |      | Willibalt Apelt                              |        | DDP        |
| Minister der Finanzen                  |      | Hugo Weber                                   |        | WP         |
| Minister der Justiz                    |      | Arthur von Fumetti                           |        | Volksrecht |
| Minister für Arbeit und Wohlfahrt      |      | Georg Elsner                                 |        | ASPS       |
| Volksbildungsminister                  |      | Friedrich Kaiser (31. Januar 1929)           |        | DVP        |
| Volksbildungsminister                  |      | Wilhelm Bünger (ab 1. Februar 1929)          |        | DVP        |

## Belege
1. ↑  DGF-Viewer; Plenarprotokoll der 43. Sitzung des Sächsischen Landtag (3. Wahlperiode). 5. Juli 1927, abgerufen am 6. Juni 2025.
2. 1 2  DFG-Viewer. Abgerufen am 9. Juni 2025.